# 上路家堡遗址
上路家堡遗址，位于中国青海省民和县松树乡路家堡，为青海省市县级文物保护单位，公布日期为1987年4月16日，类型为古遗址。
上路家堡遗址的历史年代为马家窑类型、齐家文化。